# Mike Lafferty
Pour les articles homonymes, voir Lafferty.
Mike Lafferty, né le 20 mai 1948 à Eugene (Oregon), était un skieur alpin américain.

## Palmarès

### Coupe du monde
- Meilleur classement au Général : 9e en 1972.